# Robe bandage
Pour les articles homonymes, voir Bandage (homonymie).
Une robe bandage, parfois robe à bandes ou à bandelettes, est un vêtement féminin moulant. La robe bandage est créée par Azzedine Alaïa au début des années 1980, mais celle-ci reste étroitement associée à la marque Hervé Léger qui en a fait sa signature. Ce vêtement semble être fait de plusieurs fines bandes de tissu cousues ensemble, ces bandes individuelles ayant la forme de bandages. 

## Historique
La paternité de la robe bandage reste attribuée alternativement à Hervé Léger,, qui l'a popularisé, ou à Azzedine Alaïa qui en a l’antériorité. 

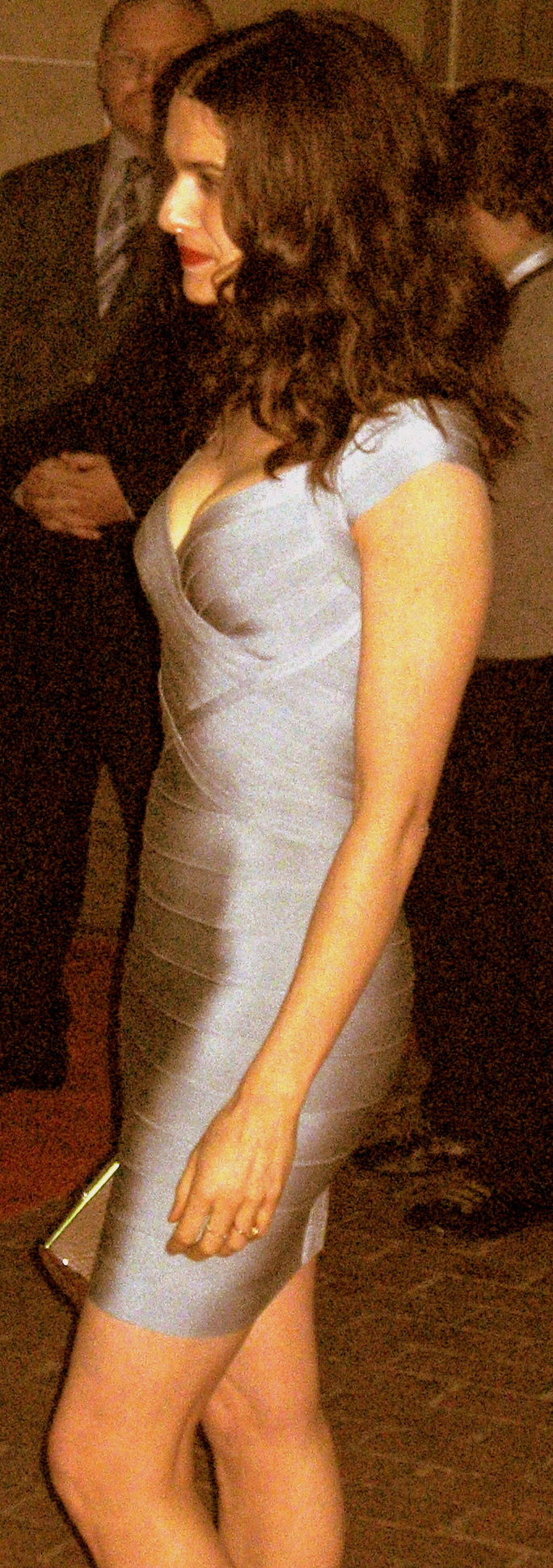

Azzedine Alaïa s'inspire des momies égyptiennes. Il inclut des robes bandage dans ses collections dès 1983 et notablement en 1986, l'année où Naomi Campbell défile pour la première fois et sera habillée d'une robe bandage de jersey. Ce type de robe connait son apogée au début des années 1990. Par la suite, Alaïa a toujours pensé avoir été spolié par la marque Hervé Léger alors qu'il semble l'avoir simplement influencé. Depuis, les robes bandages restent des éléments incontournables de toutes les rétrospectives concernant le couturier, comme celle à la Galerie Borghèse en 2015 où deux robes sont exposées.
Hervé Peugnet fonde son entreprise Hervé Léger en 1985. Il présente ses propres robes bandage au début des années 1990, souvent dans des tons colorés ou vifs, ce qui lui apporte la célébrité et devient sa « signature » bien qu'il soit loin de créer uniquement ce type de vêtement. Déjà en 1993, un article du New York Times sur l'un de ses défilés souligne que sa spécialité sont les « robes moulantes » faites de bandes de tissu, créant ce qu'ils appellent alors le « look de momie sexy ». 
Lorsque BCBG Max Azria acquiert la marque en 1998, la robe bandage atteint un public plus large. BCBG Max Azria sort en 2007, sous la marque Herve Leger by Max Azria, une collection capsule de la robe. Les robes bandage connaissent une période de forte présence sur les tapis rouges jusqu'au début des années 2010.

## Description
Bien qu'en 1993, le New York Times décrit les robes d'Hervé Léger comme des « bandes élastiques de tissu cousues ensemble pour confectionner des robes moulantes », selon Max Azria, « [une] robe bandage n'est pas tissée, elle est entièrement tricotée sur une machine à tricoter et c'est un concept complètement différent… Les gens supposent que c'est coupé-cousu, mais il n'y a pas de coupe. C'est tricoté en un panneau puis attaché ». Pourtant l'idée viendrait à l'origine peut être d'Hervé Peugnet qui associe des bandes de matières extensibles. 
En raison du tissu extensible, les robes bandage sont réputées pour s'adapter à une grande variété de styles de corps. Le matériau d'une telle robe  offre une tenue étroite et gainante.